# Guillaume Pitron
Guillaume Pitron, né le 2 octobre 1980 à Paris, est un journaliste français, spécialiste de la géopolitique des matières premières, auteur, réalisateur de documentaires et chercheur associé à l'Institut de relations internationales et stratégiques.

## Biographie
Titulaire d’un DEA de droit de l'université de Paris et d’un master de droit international de l’université de Georgetown, Guillaume Pitron est juriste avant de devenir journaliste pour le Monde diplomatique, Geo et National Geographic.
Il est le réalisateur de plusieurs documentaires sur l'exploitation des matières premières, notamment Boomerang : le côté obscur de la barre chocolatée et La Sale Guerre des terres rares.
Après 6 ans d’enquête, il publie en 2018 un essai géopolitique : La Guerre des métaux rares : la face cachée de la transition énergétique et numérique aux éditions Les Liens qui libèrent qui reçoit plusieurs prix,. Jusqu'à la fin des années 1990, les États-Unis, le Japon et l'Europe constituaient 90 % du marché des aimants aux terres rares. L'auteur déplore la nouvelle dépendance vis-à-vis de la Chine pour les nouvelles technologies (mobilité électrique, générateur électrique…). La vente de « Magnequench », leader mondial dans la production de poudres magnétiques utilisées dans la fabrication d'aimants, par General Motors, en échange de la construction d'une usine automobile à Shanghai, marque le début du basculement vers la Chine du centre de gravité de la valeur ajoutée de la filière. L'auteur prône aussi la réouverture de mines en France afin d'éviter l’exportation des nuisances dans les pays et continents voisins et de garder la responsabilité des conséquences de la transition énergétique : « La mine responsable chez nous vaudra toujours mieux que la mine irresponsable ailleurs. » Pour Guillaume Pitron, le recyclage des terres rares fait partie des promesses déçues d'un cycle de vie vertueux des terres rares,.
En juin 2019, il présente avec son co-réalisateur Jean-Louis Pérez le film documentaire La Face cachée des énergies vertes co-produit par les chaînes Arte et la RTBF au « Sunny Side of the Doc», le marché international de référence pour la coproduction, l'achat et la vente de projets documentaires de La Rochelle. « Un monde meilleur, libéré des énergies fossiles, est un "mythe" », disent les auteurs selon qui « le monde subit désormais une nouvelle "dépendance" aux métaux rares, que les nouvelles énergies utilisent. » Le film est diffusé en novembre 2020 sur Arte,. « Cette enquête montre que nous délocalisons une pollution environnementale qui n’est pas exempte d’émissions de CO2 si l’on prend en compte tout le cycle de vie de produits. » L'extraction minière nécessaire aux « énergies vertes » est responsable de dégâts environnementaux (arasement de collines, creusement de mines à ciel ouvert, rejets de métaux lourds, utilisation et pollution des eaux, des nappes phréatiques…) et de rejets de gaz à effet de serre.
En 2020, il est interviewé dans une vidéo diffusée sur les réseaux sociaux. Selon Pitron, le néodyme (terre rare de numéro atomique 60) « se trouve dans le moteur de la plupart des voitures électriques ». La vidéo met en avant que le moteur de nombreux véhicules électriques contient bien des terres rares (Tesla Modèle 3 AWD, Volkswagen e-Golf et BMW i3, par exemple), mais aussi que la Zoé de Renault, qui est le véhicule électrique le plus vendu en France et en Europe, ne contient aucune terre rare – son moteur étant de type synchrone sans aimant – pas plus que l'Audi e-Tron et la Mercedes E300 E à moteurs asynchrones. 
En ligne avec l'affirmation de Guillaume Pitron, un article de L'Usine nouvelle, note que plus de 90 % des véhicules électriques utilisent les aimants permanents (qui contiennent des terres rares) dans leurs moteurs.
Pitron poursuit en affirmant que « la batterie […] est un composant essentiel qui contient certaines terres rares : il contient du graphite, il contient du cobalt […] et bien évidemment du lithium qui n'est pas un métal très rare mais qui est un métal important. »
L'utilisation des terres rares dans les véhicules hybrides et électriques est confirmée par un document « Ressources minérales : les terres rares » du BRGM : « les terres rares sont (…) utilisées dans les batteries et moteurs des véhicules hybrides et électriques, dans une fourchette allant de 1,2 kg à 3,5 kg en fonction des technologies. ». Toutefois le même document précise que les véhicules thermiques sont également consommateurs de terres rares "elles interviennent dans un grand nombre de fonctions où elles améliorent la fiabilité et les performances (direction et freinage par exemple) [...] Enfin on retrouve des terres rares légères dans les pots d'échappement comme catalyseurs [...]"
À l'occasion de l'émission La terre au carré sur France Inter , en décembre 2020, Guillaume Pitron fait à nouveau le point sur les débats entourant les voitures électriques. Il rappelle notamment, en citant un avis de 2016 de l'Agence de l'environnement, de la maîtrise de l'énergie et de la transition écologique (ADEME), que « sur le cycle de vie du véhicule, les impacts environnementaux du véhicule électrique sont (…) du même ordre de grandeur pour un véhicule électrique que pour un véhicule thermique. » Il appelle également à se méfier des analyses de cycles de vie exclusivement réalisées sur le continent européen, sans prise en compte du CO2 généré par les véhicules roulant dans les pays dont l'électricité provient largement de ressources fossiles comme la Chine.
Ces affirmations font aujourd'hui débat car le passage cité par Pitron n'est pas la conclusion de l'étude de l'ADEME. Ainsi l'étude conclut au contraire positivement que : « Les atouts du véhicule électrique résident dans sa capacité de diversification énergétique du secteur des transports, de réduction des émissions de gaz à effet de serre, d’amélioration de la qualité de l’air en ville – grâce à des émissions nulles à l’échappement – et de réduction des nuisances sonores. ». Due à la quantité de CO2 nécessaire à sa production, le bilan carbone de la voiture électrique ne devient favorable vis à vis de la voiture thermique qu'à partir de 40 000 km parcourus. Ce bilan en équivalent CO2 est fortement dépendant du mix énergétique permettant de produire l'électricité nécessaire à la fabrication et à l'usage de la voiture électrique.
Guillaume Pitron intervient aussi dans une vidéo sur le bilan écologique de la voiture électrique éditée par Le Monde où il met l'accent sur la démesure entre la masse de roche qu'il faut extraire pour obtenir une faible quantité de néodyme.
En 2021, Guillaume Pitron, dans son livre L’Enfer numérique, met en évidence comment l'ère numérique de la communication a des conséquences catastrophiques sur notre environnement. L'empreinte de l’industrie numérique mondiale est triple de celle d’un pays comme la France ou l’Angleterre. Son impact physique en eau, en matériaux et en énergie est l'envers de la vision dématérialisée des services apportés. Les technologies numériques utilisent 10 % de l’électricité produite dans le monde et rejetteraient près de 4 % des émissions globales de CO2.

## Publications
- La Guerre des métaux rares : la face cachée de la transition énergétique et numérique (préface Hubert Védrine), Les Liens qui libèrent, 2018, 296 p.  (ISBN 979-10-209-0574-1)
- Avec Séverine de la Croix (scénario) et Jérôme Lavoine (dessin), Prométhium, roman graphique sur la face cachée de la transition écologique, co-éd. éditions Massot / Les Liens qui libèrent, 2021
- L'enfer numérique : voyage au bout d'un like, Paris, Les Liens qui libèrent, septembre 2021, 352 p. (ISBN 979-10-209-0996-1, présentation en ligne, écouter en ligne, lire en ligne)

## Prix et distinctions
- 2017 : prix Érik-Izraelewicz de l'enquête économique pour sa publication sur la « Braderie forestière » dans Le Monde diplomatique[21]
- 2018 : prix Roberval, coup de cœur des médias[22] pour La Guerre des métaux rares
- 2018 : prix du livre d'économie[23],[24] pour La Guerre des métaux rares
- 2019 : prix Turgot du meilleur livre d'économie financière de l'année 2018[25] pour La Guerre des métaux rares

## Vidéographie
- L'Enfumage de la transition écologique ?[26], Thinkerview, 2019, diffusé en direct le 18 décembre 2019 évoquant notamment la surexploitation de matières premières critiques
- La Face cachée des énergies vertes[27] avec Jean-Louis Pérez, Arte, RTBF, 2019